# Asperula tetraphylla
Asperula tetraphylla là một loài thực vật có hoa trong họ Thiến thảo. Loài này được (Airy Shaw & Turrill) I.Thomps. mô tả khoa học đầu tiên năm 2009.